# Lutter
Lutter é uma comuna francesa na região administrativa de Grande Leste, no departamento Alto Reno. Estende-se por uma área de 8,58 km². Em 2010 a comuna tinha 286 habitantes (densidade: 33,3 hab./km²).